# 山形県道294号大久保村山停車場線
山形県道294号大久保村山停車場線（やまがたけんどう294ごう おおくぼむらやまていしゃじょうせん）は、山形県村山市を通る県道である。

## 起点・終点
- 起点：山形県村山市大字大久保 国道347号交点
- 終点：村山停車場 山形県道25号寒河江村山線交点

## 通過する自治体
- 山形県
  - 村山市

## 交差・接続している道路
- 国道347号
- 山形県道300号樽石碁点線
- 山形県道303号東根長島線
- 山形県道25号寒河江村山線

## 主な橋梁
- 碁点橋